# کلاریسا هوبر
کلاریسا هوبر (انگلیسی: Clarisa Huber؛ زادهٔ ۲۲ دسامبر ۱۹۸۴) بازیکن فوتبال اهل آرژانتین است.
از باشگاه‌هایی که در آن بازی کرده‌است می‌توان به باشگاه فوتبال بوکا جونیورز و باشگاه فوتبال ال پورونیر اشاره کرد.
وی همچنین در تیم‌های ملی فوتبال زنان آرژانتین و Argentina women's national futsal team بازی کرده‌است.